# Донсон Спрингс (Кентаки)
Донсон Спрингс (енгл. Dawson Springs) град је у америчкој савезној држави Кентаки.

## Демографија
По попису из 2010. године број становника је 2.764, што је 216 (-7,2%) становника мање него 2000. године.
| Група             | 2000.         | 2010.         |
| Белци             | 2.905 (97,5%) | 2.675 (96,8%) |
| Афроамериканци    | 28 (0,9%)     | 17 (0,6%)     |
| Азијати           | 9 (0,3%)      | 6 (0,2%)      |
| Хиспаноамериканци | 8 (0,3%)      | 24 (0,9%)     |
| Укупно            | 2.980         | 2.764         |